# Isle of Man TT 1922
De Isle of Man TT 1922 was de elfde uitvoering van de Isle of Man TT. Ze werd op dinsdag 30 mei en donderdag 1 juni 1922 verreden op de Snaefell Mountain Course, een stratencircuit op het eiland Man.

## Algemeen
| 1922 | - Lightweight TT krijgt eigen status. - Eerste ronde boven 50 mph en ronderecord (51 mph) met een 250cc-motorfiets (Wal Handley, OK Supreme). - Eerste wedstrijd van start tot finish geleid door één coureur (Alec Bennett in de Senior TT) |

Het jaar begon wat rommelig, omdat er onenigheid ontstond tussen de organiserende Auto-Cycle Union en het gouvernement van het eiland Man over de kosten van de organisatie. De ACU dreigde het evenement te verplaatsen naar Yorkshire of zelfs naar België, wat door de regering van Man werd beantwoord door dan de TT maar onder eigen verantwoordelijkheid te organiseren. Een van de problemen lag in de stad Ramsey. Van Parliament Square via Queen's Pier Road naar de huidige Cruickshanks Corner lag in 1904, toen men de Gordon Bennett Eliminating Trial voorbereidde, een onbegaanbaar stuk weg. Er was een alternatief, de privé-laan van James Murray Cruickshank de High Bailiff van Ramsey (later van Ramsey en Peel). De heer Cruickshank gaf graag toestemming om zijn laan te gebruiken, later ook voor de TT van Man. Hij was echter in 1916 overleden. Toen de TT in 1920 weer werd opgestart, ging men ervan uit dat de laan gewoon gebruikt mocht worden, maar Cruickshank's huis (én oprijlaan) was intussen eigendom van een Schotse politicus, Hugo Teare. Die vroeg voor het gebruik van zijn laan geld. Er ontstond een impasse: twee jaar lang werd de route omgeleid via Albert Road en Tower Road langs de voordeur van Teare's huis "Cronk Brae" om bij May Hill de oude route weer op te pakken. Op 5 mei 1922 kwam Teare met een oplossing die ook hem bevoordeelde. Hij stelde voor dat de Isle of Man Highway Board zijn laan zou opknappen. Dat gebeurde: De stad Ramsey liet Teare's laan opknappen, de ACU betaalde de rekening en vanaf dat moment kreeg de Snaefell Mountain Course haar huidige route. Het tweede probleem was de zorg voor de veiligheid van de coureurs, nu men de 60 mijl per uur-grens dreigde te bereiken. Toch werd ook die plooi gladgestreken. De ACU haalde bakzeil omdat men vermoedde dat de organisatie van een dergelijk groot evenement alleen op Man mogelijk was.
De 250cc-machines, die enkele jaren met de 350cc-Junior TT hadden mogen meerijden, kregen nu hun eigen klasse, de Lightweight TT, die kort voor de Junior TT van start ging. De Lightweights kregen de startnummers 1 tot 33, de Junior-klasse startnummers de hogere nummers. 

## Senior TT
Donderdag 1 juni, zes ronden (364 km), motorfietsen tot 500 cc.
Alec Bennett reed pas zijn tweede TT, maar werd de eerste coureur die een race van start tot finish leidde. Walter Brandish werd tweede en kwam 22 seconden tekort om binnen de twee uur te finishen. Jimmie Simpson debuteerde op Man, maar viel al na een halve ronde uit. 

### Uitslag Senior TT
| Pos | Coureur          | Merk                | Tijd      | Snelheid  |
| --- | ---------------- | ------------------- | --------- | --------- |
| 1   | Alec Bennett     | Sunbeam             | 3:53"00'2 | 58,31 mph |
| 2   | Walter Brandish  | Triumph             | 4:00"22'0 |           |
| 3   | Harry Langman    | Scott               | 4:02"14'0 |           |
| 4   | C. Wood          | Scott               | 4:06"10'0 |           |
| 5   | Graham Walker    | Norton              | 4:09"08'0 |           |
| 6   | Tommy de la Hay  | Sunbeam             | 4:14"05'0 |           |
| 7   | Alfred Alexander | Douglas             | 4:15"06'0 |           |
| 8   | V. Olsson        | Sunbeam             | 4:16"27'0 |           |
| 9   | C. Clapham       | Scott               | 4:18"03'0 |           |
| 10  | J. Adamson       | Norton              | 4:19"13'0 |           |
| 11  | D. Davidson      | Indian              | 4:28"37'0 |           |
| 12  | Ossie Wade       | AJS                 | 4:32"51'0 |           |
| 13  | Frank Halford    | Triumph             | 4:33"28'0 |           |
| 14  | O. Baldwin       | Rudge               | 4:33"37'0 |           |
| 15  | R. Knowles       | Norton              | 4:35"31'0 |           |
| 16  | G. Strange       | Sheffield-Henderson | 4:37"15'0 |           |
| 17  | Geoff Davison    | Sunbeam             | 4:51"25'0 |           |
| 18  | E. Mundey        | New Hudson          | 4:58"10'0 |           |
| 19  | G. Cowley snr.   | Sunbeam             | 5:03"19'0 |           |
| 20  | C. Waterhouse    | Sunbeam             | 5:12"58'0 |           |
| 21  | G. Black         | Norton              | 5:16"48'0 |           |
| 22  | George Tucker    | Norton              | 5:43"03'0 |           |

| \| Coureur \| Merk \| Oorzaak \| \| ------------------ \| ------------ \| --------------- \| \| Bert le Vack \| New Imperial \| \| \| Freddie Dixon \| Indian \| \| \| Freddie Edmond \| Triumph \| \| \| George Dance \| Sunbeam \| \| \| Howard R. Davies \| AJS \| \| \| Jack Watson-Bourne \| Rudge \| \| \| Jimmie Simpson \| Scott \| Gescheurde tank \| \| Jock Porter \| Sunbeam \| \| \| Jim Whalley \| Massey-Arran \| \| \| Syd Crabtree \| Sunbeam \| \| \| Tom Simister \| Norton \| \| \| D. Alexander \| Indian \| \| \| Douglas Brown \| Norton \| \| |              |                 |
| Coureur | Merk         | Oorzaak         |
| Bert le Vack | New Imperial |                 |
| Freddie Dixon | Indian       |                 |
| Freddie Edmond | Triumph      |                 |
| George Dance | Sunbeam      |                 |
| Howard R. Davies | AJS          |                 |
| Jack Watson-Bourne | Rudge        |                 |
| Jimmie Simpson | Scott        | Gescheurde tank |
| Jock Porter | Sunbeam      |                 |
| Jim Whalley | Massey-Arran |                 |
| Syd Crabtree | Sunbeam      |                 |
| Tom Simister | Norton       |                 |
| D. Alexander | Indian       |                 |
| Douglas Brown | Norton       |                 |

## Junior TT
Dinsdag 30 mei, vijf ronden (304 km), motorfietsen tot 350 cc.
Manxman Tom Sheard won de Junior TT en was de eerste eilandbewoner die een TT-race won. "Me nation was not to be disappointed", zei hij achteraf. Hij finishte 11 minuten en 39 seconden voor zijn AJS-teamgenoot Grinton. De 19-jarige Stanley Woods maakte indruk door vijfde te worden, ondanks veel problemen. Aanvankelijk had hij een gebroken uitlaat. Tijdens zijn pitstop vatten hijzelf én zijn Cotton vlam en hij eindigde de race zonder remmen.
| Pos | Coureur          | Merk                | Tijd      | Snelheid  |
| --- | ---------------- | ------------------- | --------- | --------- |
| 1   | Tom Sheard       | AJS                 | 3:26"48'2 | 54,75 mph |
| 2   | George Grinton   | AJS                 | 3:37"17'0 |           |
| 3   | Jack Thomas      | Sheffield-Henderson | 3:47"28'0 |           |
| 4   | R. Lucas         | Coulson-B           | 3:50"10'0 |           |
| 5   | Stanley Woods    | Cotton              | 3:50"33'0 |           |
| 6   | Jack Haslam      | Douglas             | 4:05"22'0 |           |
| 7   | P. Newman        | Ivy                 | 4:05"46'0 |           |
| 8   | G. Shepherd      | Edmund              | 4:07"26'0 |           |
| 9   | J. Bance         | Blackburne          | 4:08"12'0 |           |
| 10  | T. Jones         | Ivy                 | 4:10"38'0 |           |
| 11  | H. Brockbank     | Cotton              | 4:12"27'0 |           |
| 12  | R. Flint         | Ivy                 | 4:13"38'0 |           |
| 13  | A. Muirhead      | DOT-JAP             | 4:17"05'0 |           |
| 14  | Herbert Chambers | AJS                 | 4:42"05'0 |           |
| 15  | F. Morgan        | Cotton              | 4:58"10'0 |           |
| 16  | S. Dale          | New Scale           |           |           |

| Coureur          | Merk                   | Oorzaak |
| ---------------- | ---------------------- | ------- |
| Bert le Vack     | New Imperial           |         |
| Cyril Pullin     | Douglas                |         |
| Howard R. Davies | AJS                    |         |
| Jock Porter      | New Gerrard-Blackburne |         |
| Jim Whalley      | Massey-Arran           |         |

## Lightweight TT
Dinsdag 30 mei, vijf ronden (304 km), motorfietsen tot 250 cc.
De nieuwe Lightweight TT werd gewonnen door journalist Geoff Davison met een 211cc-Levis. Met zijn tijd van 3 uur, 46 minuten en 56 seconden was hij sneller dan Jack Thomas, die in de Junior TT derde werd. De 18-jarige Wal Handley maakte indruk door de snelste ronde te rijden, 51 mijl per uur, maar hij viel uit. De overwinning van Davison was de laatste voor een Britse tweetaktmotor. De inmiddels 60 jaar oude Frank Applebee haalde de finish niet. 
| Pos | Coureur       | Merk                | Tijd      | Snelheid  |
| --- | ------------- | ------------------- | --------- | --------- |
| 1   | Geoff Davison | Levis               | 3:46"56'8 | 48,89 mph |
| 2   | D. Young      | Rex-ACME            | 4:00"17'0 |           |
| 3   | S. Jones      | Velocette           | 4:01"31'0 |           |
| 4   | L. Padley     | Sheffield-Henderson | 4:11"09'0 |           |
| 5   | Doug Prentice | New Imperial        | 4:04"41'0 |           |
| 6   | F. North      | OK Supreme          | 4:16"15'0 |           |
| 7   | N. Hall       | OK Supreme          | 4:19"04'0 |           |
| 8   | C. Hopwood    | Levis               | 4:27"29'0 |           |
| 9   | L. Nicholson  | Coulson-B           | 4:30"32'0 |           |
| 10  | R. Loughton   | Francis-Barnett     | 4:32"17'0 |           |
| 11  | G. Stobart    | New Hudson          | 4:39"20'0 |           |
| 12  | Gus Kuhn      | Sun                 | 5:00"41'0 |           |
| 13  | W. Lord       | Sun                 | 5:18"30'0 |           |

| Coureur           | Merk         | Oorzaak |
| ----------------- | ------------ | ------- |
| Frank W. Applebee | Levis        |         |
| Paddy Johnston    | New Imperial |         |
| Tom Simister      | Diamond      |         |
| Wal Handley       | OK Supreme   |         |

1907 · 1908 · 1909 · 1910 · 1911 · 1912 · 1913 · 1914 · Eerste Wereldoorlog · 1920 · 1921 · 1922 · 1923 · 1924 · 1925 · 1926 · 1927 · 1928 · 1929 · 1930 · 1931 · 1932 · 1933 · 1934 · 1935 · 1936 · 1937 · 1938 · 1939 · Tweede Wereldoorlog · 1947 · 1948 · 1949 · 1950 ·1951 · 1952 · 1953 · 1954 · 1955 · 1956 · 1957 · 1958 · 1959 · 1960 · 1961 · 1962 · 1963 · 1964 · 1965 · 1966 · 1967 · 1968 · 1969 · 1970 · 1971 · 1972 · 1973 · 1974 · 1975 · 1976 · 1977 · 1978 · 1979 · 1980 · 1981 · 1982 · 1983 · 1984 · 1985 · 1986 · 1987 · 1988 · 1989 · 1990 · 1991 · 1992 · 1993 · 1994 · 1995 · 1996 · 1997 · 1998 · 1999 · 2000 · 2002 · 2003 · 2004 · 2005 · 2006 · 2007 · 2008 · 2009 · 2010 · 2011 · 2012 · 2013 · 2014